# Atropoides picadoi
Atropoides picadoi is een van slang uit de familie adders (Viperidae) en de onderfamilie groefkopadders (Crotalinae).

## Naam en indeling
De wetenschappelijke naam van de soort werd voor het eerst voorgesteld door Emmett Reid Dunn in 1939. Oorspronkelijk werd de wetenschappelijke naam Trimeresurus nummifer picadoi gebruikt. De slang werd later aan andere geslachten toegekend; Bothrops en Porthidium. Atropoides picadoi is tegenwoordig de enige soort uit het monotypische geslacht. Lange tijd telde Atropoides meerdere soorten maar deze zijn in 2019 op deze soort na aan het geslacht Metlapilcoatlus toegewezen. Het geslacht werd in 1992 beschreven door Steven D. Werman.
De soortaanduiding picadoi is een eerbetoon aan de Costa Ricaanse bioloog Clodomiro Picado Twight (1887 - 1944), die slangen bestudeerde.

## Uiterlijke kenmerken
De slang wordt wel omschreven als een lange, dunne en donkere versie van Metlapilcoatlus nummifer, waar de soort sterk aan verwant is. De slang bereikt een lichaamslengte tot 1,2 meter, de staart is relatief kort en beslaat ongeveer tien procent van de lichaamslengte. De slang heeft 23 tot 29 rijen licht gekielde schubben in de lengte op het midden van het lichaam en 138 tot 155 schubben aan de buikzijde. Onder de staart zijn 30 tot 40 staartschubben aanwezig.

## Levenswijze
De vrouwtjes zetten geen eieren af maar zijn eierlevendbarend, de jongen komen levend ter wereld. Ze zijn ongeveer 19 tot 25 centimeter lang als ze geboren worden. Atropoides picadoi is een giftige slang en hoewel er weinig beten zijn beschreven wordt de slang beschouwd als levensgevaarlijk voor mensen indien een beet wordt gegeven.

## Verspreiding en habitat
Atropoides picadoi komt voor in delen van Midden-Amerika en leeft in de landen Costa Rica en Panama. De habitat bestaat uit vochtige tropische en subtropische bossen, zowel in laaglanden als in bergstreken. Ook in door de mens aangepaste streken zoals weilanden en aangetaste bossen kan de slang worden gevonden. De soort is aangetroffen op een hoogte van ongeveer 15 tot 1935 meter boven zeeniveau.

## Beschermingsstatus
Door de internationale natuurbeschermingsorganisatie IUCN is de beschermingsstatus 'veilig' toegewezen (Least Concern of LC).